# Zsurk
Zsurk község Szabolcs-Szatmár-Bereg vármegyében, a Záhonyi járásban. A jelenkori Magyarország lakott helységei között, az alfabetikus névsorrendet tekintve az utolsó, önálló közigazgatással bíró település.

## Fekvése
Zsurk lényegében egyutcás, szalagtelkes település a Nyírség északi csücskében, a Tisza bal partján; ősi folyóparti átkelőhely Kisvárda és Munkács között félúton. Az Alföld legészakibb fekvésű települése.
Az országhatár magyar oldalán csak két szomszédja van: nyugat felől Záhony, dél felől pedig Tiszaszentmárton. Észak felől Csap (Чоп), északkelet felől Tiszaásvány (Тисаашвань) és Tiszaújfalu (Тисауйфалу), kelet felől pedig Eszeny (Есень) határolja, utóbbiak mindegyike a folyó jobb parti, ukrajnai oldalán fekszik.

### Megközelítése
Központján végighúzódik, nagyjából észak-déli irányban a 4115-ös mellékút, ezen érhető el Záhony és Vásárosnamény felől is. Az ország távolabbi részei felől azonban a legfontosabb közúti elérési útvonala a 4-es főút, amelyen Záhonyon keresztül közelíthető meg.
A hazai vasútvonalak közül a község nyugati határszélének közvetlen közelében húzódik a (Budapest–)Budapest–Záhony-vasútvonal és a Mátészalka–Záhony-vasútvonal is, közös magyarországi végállomásuk, Záhony vasútállomás Zsurk központjától légvonalban alig 3 kilométerre nyugatra fekszik.

## Nevének eredete
Személynévi eredetű helynév, a szláv nyelvből származó Sur vagy Zsur az alapja.

## Története
Az ismert források közül legkorábbról egy átiratban megmaradt, 1067 táján keletkezett oklevél említi. Ebből tudhatjuk, hogy az Aba nemzetségbeli Péter ispán itteni birtokát több más helységgel együtt a százdi apátságnak adományozta. Külön értéke az oklevélnek, hogy megnevezi a község egyházát, a Szent Márton tiszteletére emelt kápolnát.
1212-ben II. Endre király Bánk bánnak, Bihar vármegye főispánjának adományozta. 1322-ben már a Losonczy Bánffy család tulajdonában volt. 1353-ban a Zichy-okmánytár említette nevét Surk néven. A 15.-16. században a Losonczi családé és a szentmártoni uradalomhoz tartozott. 1477-ben Zsurk a leleszi konvent birtokába került, majd a gróf Forgách család birtoka lett. 1556-ban mintegy 65-70 lakója lehetett. 1588-ban 58 jobbágycsalád lakott itt, 1591-ben a szentmártoni uradalmat Forgách Zsigmond szerezte meg, ettől kezdve a Forgách család tulajdona maradt 1945-ig. A 20. század elején 139 háza és 896, többségében református lakosa volt. 1910-ben 1027 lakosából 1006 magyar, 18 szlovák volt, felekezeti hovatartozás alapján 124 lakos római katolikus, 760 református, 98 pedig izraelita vallású volt.
Közigazgatási szempontból a Tiszai járáshoz, majd 1950-től a kisvárdaihoz tartozott. Az 1990. és 1994. évi önkormányzati választások során mind a polgármester (Pócsik Barnabás), mind a képviselő-testület teljes tagsága a független jelöltek közül került ki. A falu határában a kilencvenes évek közepén épült egy vodkagyár, mely csakhamar a szervezett bűnözés elleni nyomozás egyik célpontja lett, s mellyel kapcsolatban számos visszaélést, csalást tártak fel. Az ügy a korabeli sajtóban nagy visszhangot kapott, mivel a szálak egészen a környezetvédelmi miniszterig, Baja Ferencig nyúltak fel, aki összesen mintegy 80 millió forint állami támogatást adott a cégnek és maga is jelen volt a megnyitó ünnepségen.

## Közélete

### Polgármesterei
- 1990–1994: Pócsik Barnabás (független)[4]
- 1994–1998: Pócsik Barnabás (független)[5]
- 1998–2002: Pócsik Barnabás (független)[6]
- 2002–2006: Pócsik Barnabás (független)[7]
- 2006–2010: Pócsik Barnabás (független)[8]
- 2010–2014: Pócsikné Vakula Ágnes (független)[9]
- 2014–2019: Pócsikné Vakula Ágnes Valéria (független)[10]
- 2019–2024: Pócsikné Vakula Ágnes Valéria (független)[11]
- 2024– : Juhász Róbert (független)[1]

## Népesség
A település népességének változása:
| Lakosok száma | 746  | 739  | 743  | 687  | 602  | 606  | 593  |
|               | 2013 | 2014 | 2015 | 2021 | 2022 | 2023 | 2024 |

2001-ben a település lakosságának 99%-a magyar, 1%-a cigány nemzetiségűnek vallotta magát.
A 2011-es népszámlálás során a lakosok 82,1%-a magyarnak, 0,8% cigánynak, 0,8% ukránnak mondta magát (17,9% nem nyilatkozott; a kettős identitások miatt a végösszeg nagyobb lehet 100%-nál). A vallási megoszlás a következő volt: római katolikus 4,5%, református 59%, görögkatolikus 2,4%, felekezeten kívüli 5,9% (26,6% nem válaszolt).
2022-ben a lakosság 90,5%-a vallotta magát magyarnak, 1,2% cigánynak, 1,2% ukránnak, 0,3% románnak, 0,2-0,2% horvátnak és ruszinnak, 0,7% egyéb, nem hazai nemzetiségűnek (9,1% nem nyilatkozott; a kettős identitások miatt a végösszeg nagyobb lehet 100%-nál). Vallásuk szerint 4,3% volt római katolikus, 57,5% református, 1,8% görög katolikus, 0,3% egyéb keresztény, 0,2% ortodox, 2% felekezeten kívüli (33,4% nem válaszolt).

## Építészeti, kulturális emlékek
Református templomáról az első említés 1700-ból ismert. A jelenlegi templom 1891-ben épült, állítólag a régi templom másaként őrzi annak formáját és nagyságát. Csúcsában gombos zászló van, melyen az 1891. évi helyreállítási dátum olvasható. 1924-ben, majd 1997-ben is renoválták.

## Szociológiai jellemzők, infrastruktúra, gazdaság
Zsurk község népességszáma 704 fő, évtizedek óta fokozatosan csökken. Ez összefüggésben van a település elöregedésével, több a halálozás, mint az élveszületés. Az időskorúak aránya 6 százalékponttal meghaladja a megyei átlagot. A ki- és beköltözések aránya nem jelentős.
Saját háziorvos nem áll a lakosság rendelkezésére, a szociális alapellátás keretében házi segítségnyújtásban részesülők száma 26.
A 25 férőhelyes óvodába 1996-ban 33 gyermeket írattak be, az általános iskolásokat iskolabusz szállítja Záhonyba az első osztálytól nyolcadikig.
Művelődésre a 2002-ben felújított faluházban van lehetőség. A könyvtár 4 300 kötettel várja az olvasókat.
A környező települések VOLÁN autóbuszjárattal érhetők el.
Az infrastrukturális fejlettségi szint kielégítő. Villannyal, vezetékes ivóvízzel a lakások ellátottak, ez évben fejeződött be a gázvezeték-hálózat kiépítése, A telefonhálózat bővítése folyamatban van, cél az igények maximális kielégítése. A burkolt, portalanított utak aránya 80%. A kommunális szilárd hulladék összegyűjtését egyéni vállalkozó végzi, 1997-ben valósul meg az új lerakótelep. A folyékony hulladékot gravitációs csatornázás révén gyűjtik és vezetik el Záhony tisztítóüzeme felé. A helyi vízmű tulajdonosa az önkormányzat.
A településen egy betéti társaság és 10 egyéni vállalkozó tevékenykedik. A kiskereskedelmi boltok száma 4, ebből 3 élelmiszerrel látja el a lakosságot. A 15%-os regisztrált munkanélküliség.